# Bill Hewlett
William Reddington Hewlett (Ann Arbor, 20 de mayo de 1913-Palo Alto, 12 de enero de 2001) fue un ingeniero estadounidense. Es el cofundador, junto a David Packard, de Hewlett-Packard Company (HP). Nació en Ann Arbor, Míchigan pero su familia se trasladó a San Francisco cuando él contaba con tres años de edad. Estudió en Lowell High School (San Francisco) y fue aceptado en la Universidad de Stanford como favor a su padre, Albion Walter Hewlett, que murió prematuramente de un tumor cerebral en 1925.
Hewlett se licenció en ingeniería eléctrica y ciencias de la computación en la Universidad de Stanford en 1934 y consiguió su doctorado en el MIT en 1936. También se licenció en ingeniería eléctrica en la Universidad de Stanford en 1939. Fue miembro de la hermandad Kappa Sigma Fraternity durante su estancia en Stanford y en el MIT.
Durante su estancia en Stanford, asistió a las clases de Fred Terman y conoció a David Packard en la realización de trabajos universitarios. Él y Packard empezaron a discutir la creación de una compañía en agosto de 1937, creada formalmente el 1 de enero, de 1939. También en 1939 se casó con Flora Lamson. La pareja tuvo 5 hijos: Eleanor, Walter, James, William y Mary.
Fue presidente de HP desde 1964 a 1977, y Chief executive officer de 1968 a 1978, cuando le sucedió John A. Young. Permaneció como presidente del comité ejecutivo hasta 1983, y, posteriormente, como vicepresidente del consejo hasta 1987.
En 1966, él y su mujer fundaron la William and Flora Hewlett Foundation. Flora Hewlett murió en 1977. En 1978, Bill Hewlett contrajo matrimonio con Rosemary Bradford.
En 1995 recibió el premio Lemelson-MIT Prize por el logro de una vida.